# Европско првенство у атлетици за млађе сениоре 2015 — 1.500 метара за мушкарце
Такмичење у трчању на 1.500 метара у мушкој конкуренцији на 10. Европском првенству у атлетици за млађе сениоре 2015. у Талину одржано је 9. и 11. јула 2015. на стадиону Кадриорг.
Титулу освојену у Тампереу 2013, није бранио Пјетер-Јан Ханес из Белгије.

## Земље учеснице
Учествовало је 23 такмичарки из 17 земаља.
1. Аустрија (2)
2. Белгија (1)
3. Естонија (1)
4. Италија (3)
5. Летонија (1)
6. Мађарска (1)
7. Немачка (1)
8. Норвешка (2)
9. Пољска (1)
10. Португалија (2)
11. Словенија (1)
12. Србија (1)
13. Турска (1)
14. Уједињено Краљевство (2)
15. Француска (1)
16. Холандија (1)
17. Шпанија (1)

## Освајачи медаља
|                     |                                  |                                 |
| Марк Алкала Шпанија | Мохад Абдикадар Шеик Али Италија | Нил Гурлеј Уједињено Краљевство |

## Сатница
| Датум   | Време | Коло          |
| ------- | ----- | ------------- |
| 9. јул  | 16:40 | Квалификације |
| 11. јул | 17:40 | Финале        |

Времена су дата према локалном времену UTC+1.

## Рекорди
| Рекорди пре почетка Европског првенства 2015. | Рекорди пре почетка Европског првенства 2015. | Рекорди пре почетка Европског првенства 2015. | Рекорди пре почетка Европског првенства 2015. | Рекорди пре почетка Европског првенства 2015. | Рекорди пре почетка Европског првенства 2015. |
| Рекорди                                       | Атлетичар                                     | Земља                                         | Време                                         | Место                                         | Датум                                         |
| --------------------------------------------- | --------------------------------------------- | --------------------------------------------- | --------------------------------------------- | --------------------------------------------- | --------------------------------------------- |
| Европски рекорд У-23                          | Рејес Естевез                                 | Шпанија                                       | 3:30,87                                       | Цирих, Швајцарска                             | 12. август 1998.                              |
| Рекорди европских првенстава У-23             | Волфрам Милер                                 | Немачка                                       | 3:38,94                                       | Амстердам, Холандија                          | 14. јул 2001.                                 |
| Најбољи европски резултат сезоне У-23         | Charlie Grice                                 | Велика Британија                              | 3:37,70                                       | Сопот, Пољска                                 | 27. јун 2015.                                 |

### Најбољи европски резултати у 2015. години
Десет најбољих атлетичара у трци на 1.500 метара 2015. године до почетка првенства (9. јул 2015), имали су следећи пласман на европској ранг листи.
| 1.  | Charlie Grice                            | Велика Британија | 3:37,70 | 27. јун |
| 2.  | Рихард Дуома                             | Холандија        | 3:39,71 | 27. мај |
| 3.  | Џејк Вајтман                             | Велика Британија | 3:40,34 | 27. јун |
| 4.  | Камерон Бојек                            | Велика Британија | 3:40,62 | 30. мај |
| 5.  | Жоао Капистрано Мари Бусоти Невес Јуниор | Италија          | 3:40,75 | 17. мај |
| 6.  | Soufiane El Kabbouri                     | Италија          | 3:40,84 | 29. мај |
| 7.  | Никола Бурсаћ                            | Србија           | 3:41,00 | 3. јул  |
| 8.  | Мохад Абдикадар Шеик Али                 | Италија          | 3:41,05 | 3. мај  |
| 9.  | Нил Гурлеј                               | Велика Британија | 3:41,14 | 14. јун |
| 10. | Карлос Мајо                              | Шпанија          | 3:41,44 | 10. јун |

Такмичари чија су имена подебљана учествовале су на ЕП.

## Резултати

### Квалификације
Такмичари су били подељени у две групе. У финале су се пласирала прва четири из сваке групе (КВ) и четири по времену (кв).
| Место | Група | Стаза | Атлетичар                                | Земља                | ЛР      | ЛРС     | Резултат | Белешка |
| ----- | ----- | ----- | ---------------------------------------- | -------------------- | ------- | ------- | -------- | ------- |
| 1.    | 1     | 7     | Марк Алкала                              | Шпанија              | 3:41,97 | 3:41,97 | 3:43,40  | КВ      |
| 2.    | 1     | 3     | Жоао Капистрано Мари Бусоти Невес Јуниор | Италија              | 3:40,75 | 3:40,75 | 3:43,60  | КВ      |
| 3.    | 1     | 5     | Soufiane El Kabbouri                     | Италија              | 3:39,17 | 3:40,84 | 3:43,65  | КВ      |
| 4.    | 1     | 10    | Alexis Miellet                           | Француска            | 3:42,47 | 3:42,47 | 3:43,77  | КВ      |
| 5.    | 1     | 8     | Камерон Бојек                            | Уједињено Краљевство | 3:40,62 | 3:40,62 | 3:44,00  | кв      |
| 6.    | 1     | 12    | Емануел Ролим                            | Португалија          | 3:38,66 | 3:41,69 | 3:44,20  | кв      |
| 7.    | 2     | 11    | Мариус Пробст                            | Немачка              | 3:41,90 | 3:41,90 | 3:45,36  | КВ      |
| 8.    | 2     | 12    | Мохад Абдикадар Шеик Али                 | Италија              | 3:38,53 | 3:38,53 | 3:45,47  | КВ      |
| 9.    | 2     | 1     | Нил Гурлеј                               | Уједињено Краљевство | 3:41,14 | 3:41,14 | 3:45,48  | КВ      |
| 10.   | 2     | 2     | Рихард Доума                             | Холандија            | 3:39,71 | 3:39,71 | 3:45,54  | КВ      |
| 11.   | 2     | 10    | Никола Бурсаћ                            | Србија               | 3:41,00 | 3:41,00 | 3:45,80  | кв      |
| 12.   | 1     | 11    | Andi Noot                                | Естонија             | 3:43,75 | 3:43,75 | 3:45,83  | кв      |
| 13.   | 2     | 4     | Süleyman Bekmezci                        | Турска               | 3:42,56 | 3:42,56 | 3:45,85  |         |
| 14.   | 2     | 7     | Паоло Росарио                            | Италија              | 3:41,84 | 3:41,84 | 3:45,95  |         |
| 15.   | 1     | 9     | Бенџамин Ковач                           | Мађарска             | 3:45,23 | 3:45,23 | 3:46,06  |         |
| 16.   | 2     | 4     | Ерик Удо Педерсен                        | Норвешка             | 3:45,23 | 3:45,23 | 3:46,11  |         |
| 17.   | 1     | 6     | Ugis Jocis                               | Летонија             | 3:47,11 | 3:47,11 | 3:46,21  | ЛР      |
| 18.   | 1     | 1     | Snorre Holtan Løken                      | Норвешка             | 3:44,34 | 3:44,89 | 3:46,94  |         |
| 19.   | 2     | 7     | Пјотр Дробник                            | Пољска               | 3:42,30 | 3:42,30 | 3:48,04  |         |
| 20.   | 2     | 8     | Јан Петрач                               | Словенија            | 3:42,48 | 3:42,48 | 3:49,21  |         |
| 21.   | 1     | 2     | Николаус Франзмаир                       | Аустрија             | 3:42,48 | 3:42,48 | 3:49,88  |         |
| 23.   | 1     | 4     | Pieter Braun                             | Белгија              | 3:41,94 | 3:41,94 | 3:56,44  |         |

### Финале
| Место | Атлетичар                                | Земља                | Резултат | Белешка |
| ----- | ---------------------------------------- | -------------------- | -------- | ------- |
|       | Марк Алкала                              | Шпанија              | 3:44,54  |         |
|       | Мохад Абдикадар Шеик Али                 | Италија              | 3:44,91  |         |
|       | Нил Гурлеј                               | Уједињено Краљевство | 3:45,04  |         |
| 4.    | Жоао Капистрано Мари Бусоти Невес Јуниор | Италија              | 3:45,10  |         |
| 5.    | Andi Noot                                | Естонија             | 3:45,41  |         |
| 6.    | Soufiane El Kabbouri                     | Италија              | 3:45,49  |         |
| 7.    | Камерон Бојек                            | Уједињено Краљевство | 3:45,74  |         |
| 8.    | Рихард Доума                             | Холандија            | 3:46,29  |         |
| 9.    | Alexis Miellet                           | Француска            | 3:46,57  |         |
| 10.   | Емануел Ролим                            | Португалија          | 3:46,86  |         |
| 11.   | Мариус Пробст                            | Немачка              | 3:47,50  |         |
| 12.   | Никола Бурсаћ                            | Србија               | 3:49,00  |         |

### Пролазна времена
| Дистанца | Атлетичар                | Држава  | Време   |
| -------- | ------------------------ | ------- | ------- |
| 400 м    | Мохад Абдикадар Шеик Али | Италија | 1:01,63 |
| 800 м    | Мохад Абдикадар Шеик Али | Италија | 2:06,15 |
| 1.200 м  | Марк Алкала              | Шпанија | 3:04,66 |